# Hempur
Hempur (en népalais : हेमपुर) est un comité de développement villageois du Népal situé dans le district de Sarlahi. Au recensement de 2011, il comptait 7 434 habitants.